# КК Динамо Санкт Петербург
КК Динамо Санкт Петербург (рус. Динамо Санкт Петербург) је бивши руски кошаркашки клуб из Санкт Петербурга. 

## Историја
Клуб је основан 2004. године, али је угашен већ 2006. након банкрота. Већ у првој години свог постојања успео је да освоји ФИБА Лигу Европе.

## Успеси

### Међународни
- ФИБА Лига Европе:
  - Победник (1): 2005.

## Познатији играчи
- Огњен Ашкрабић
- Дејвид Блу
- Владимир Веременко
- Горан Јеретин

## Познатији тренери
- Дејвид Блат